# تشارلي ويفر (سياسي)
تشارلي ويفر هو سياسي أمريكي، ولد في 14 سبتمبر 1957 في مينيسوتا في الولايات المتحدة. نشط حزبياً في الحزب الجمهوري لمينيسوتا ‏ والحزب الجمهوري. وقد انتخب عضو مجلس نواب مينيسوتا ‏.